# Conseiller agricole
Le métier de conseiller agricole consiste à apporter des conseils aux agriculteurs en matière de techniques et de gestion d'une ferme.

## Formation

### En France
- CSA Technicien conseil en agriculture
- Licence professionnelle Agronomie
- Diplôme d’ingénieur
- BTS Agricole

### En Suisse
- CSA Technicien conseil en agriculture
- BTS Agricole (BAC+2)
- Licence professionnelle Agronomie ou Gestion des organisations agricoles et agroalimentaires (BAC+3)
- Diplôme d’ingénieur (BAC+5)

## Emploi

### En France et en Suisse
Le conseiller agricole se doit d’être sensibilisé à une agriculture durable, être capable de réaliser le diagnostic d'une exploitation agricole, être capable d'animer une journée d’information.
Le travail consiste à donner des conseils propres à chaque agriculteur.
Le conseiller agricole conseille les agriculteurs qui souhaitent modifier la quantité et la qualité de leur production (végétale ou animale), à rendre la ferme plus fonctionnelle ou encore à améliorer leurs conditions de travail.
À partir d’une démarche précise (analyse de l’exploitation, diagnostic des avantages et des difficultés), le conseiller arrive ainsi à personnaliser ses conseils, sur les plans technique, économique, juridique, comptable, social… 
Après avoir présenté le projet de développement à l’agriculteur, si ce dernier l'adopte, le conseiller agricole en estime le coût, précise les objectifs à atteindre, établit un calendrier des opérations et en assure le suivi. Il produit aussi des études de marché à l’échelon local pour identifier les débouchés commerciaux.
Le conseiller informe (ou forme) des groupes d’agriculteurs lors de manifestations locales. Il en profite pour leur diffuser les résultats de la recherche agronomique et les sensibiliser aux problèmes de l’environnement.
[réf. nécessaire]

### Caractéristiques du travail
Le conseiller agricole effectue quotidiennement des déplacements pour se rendre sur les exploitations des agriculteurs. C'est un métier fatigant car les horaires de travail sont très variables.

### Rémunération
Dans un premier temps le salaire est de 1 200 euros net/mois avec bac + 2 ; 1 400 euros avec bac + 5.

### Compétences à avoir
Le conseiller agricole doit posséder un bon contact avec les gens. Ses connaissances techniques et pratiques, ses capacités d’analyse, d’adaptation, d’écoute et de rigueur, son sens de l’organisation en font un interlocuteur pouvant être apprécié des agriculteurs.
Toujours au fait de l’actualité agricole technique et réglementaire, le conseiller doit être capable d’analyser, de synthétiser et de transmettre les informations qu’il collecte (auprès des syndicats agricoles, des organismes de recherche…).
Selon les lieux où il exerce (associations agricoles, syndicats, chambres d’agriculture…), le conseiller agricole peut être amené à s’occuper de tâches administratives, de gestion, d’intendance, via l’outil informatique.
[réf. nécessaire]